# 百色早报

《百色早报》是2009年创刊的一份新的都市报。有别于右江日报社主编的《右江日报》注重党政方面的新闻，百色早报关注的新闻内容是社会和生活类。
百色早报在2009年11月18日出版了第一期试看，并免费发放于市民阅读。2009年12月11日发行创刊号。2010年起正式开始每日发行。
百色早报全年发行355期。周一至周五每天发行四开16版，周六周日每天发行四开8版。